# Culinária da Bolívia

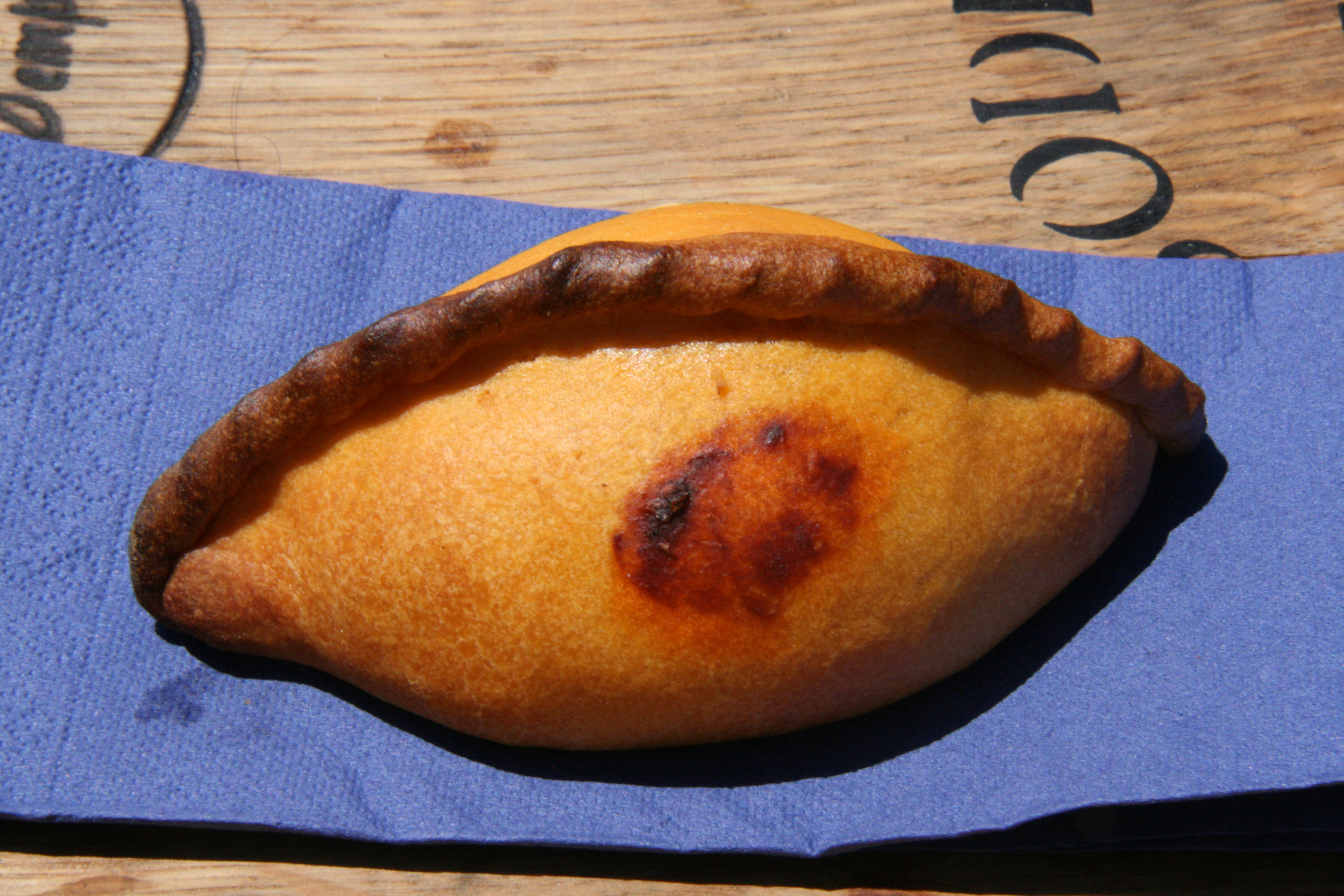
Salteñas

A culinária boliviana deriva da combinação da culinária espanhola com ingredientes indígenas e tradições aimarás, entre outras, com influências posteriores de alemães, italianos, franceses e árabes em função da chegada de imigrantes desses países. Os produtos tradicionais da culinária boliviana são milho, batata, quinoa e feijão. Esses ingredientes foram combinados com uma série de alimentos básicos trazidos pelos espanhóis, como arroz, trigo e carne, incluindo boi, porco e frango.
A culinária boliviana difere por localização geográfica. No oeste da Bolívia, no Altiplano, devido ao clima alto e gelado, a culinária tende a usar especiarias, enquanto nas terras baixas da Bolívia, nas regiões mais amazônicas, os pratos são compostos por produtos abundantes na região: frutas, verduras, peixes e mandioca.

## Influências
A culinária boliviana foi influenciada pela culinária argentina e brasileira e, em menor medida, pelas cozinhas de outros países vizinhos. A imigração europeia para a Bolívia não é tão comum quando comparada com outros países latino-americanos e, embora as culinárias alemã, italiana, basca e outras tenham influenciado a culinária da Bolívia, a culinária espanhola continua sendo a principal influência.

## Pratos da Bolívia
Pratos
- Arroz con queso [3]
- Charque
- Ají de * Saice
- Fricassé
- Pique macho (carne, linguiça, cebola, pimentão, ovo e batata frita com molho)
- Saltenas
- Sopa de maní
- Silpancho

Molhos
- Ají
- Llajwa

Bebidas
- Singani
- Yungueño
- Mocochinchi

### Doces
Os doces na Bolívia usam adoçantes típicos como mel e cana-de-açúcar. O manjar blanco é um ingrediente comum usado como recheio no lugar do dulche de leche para variações regionais de sobremesas tradicionais como alfajores. Frutas doces como banana, goiaba, coco, maracujá e passas são comumente usadas, especialmente o coco que aparece em inúmeras preparações de sobremesa como cocadas, budín de coco (pudim de coco) e pastelitos.
Algumas frutas locais como a Achacha vêm da Amazônia, enquanto outras ainda são nativas dos Andes. Conhecida como "pinha" em inglês, a cherimoya, que se acredita ser nativa dos Andes, é comumente usada para fazer sorvetes e outros doces. Mark Twain certa vez descreveu a cherimoya como "a fruta mais deliciosa que o homem conhece".
Helado de canela é um tipo de sorvete aromatizado com canela. Tawa-Tawas são fritos e adoçados com miel de caña.
Bunuelos são bolinhos fritos, comumente consumidos no café da manhã com uma bebida adoçada chamada api make com milho morocho, canela, leite e açúcar. Outro alimento do café da manhã é o tamarillo de frutas andino, ingrediente comum em compotas, geléias e sobremesas variadas.

## Estrutura das refeições

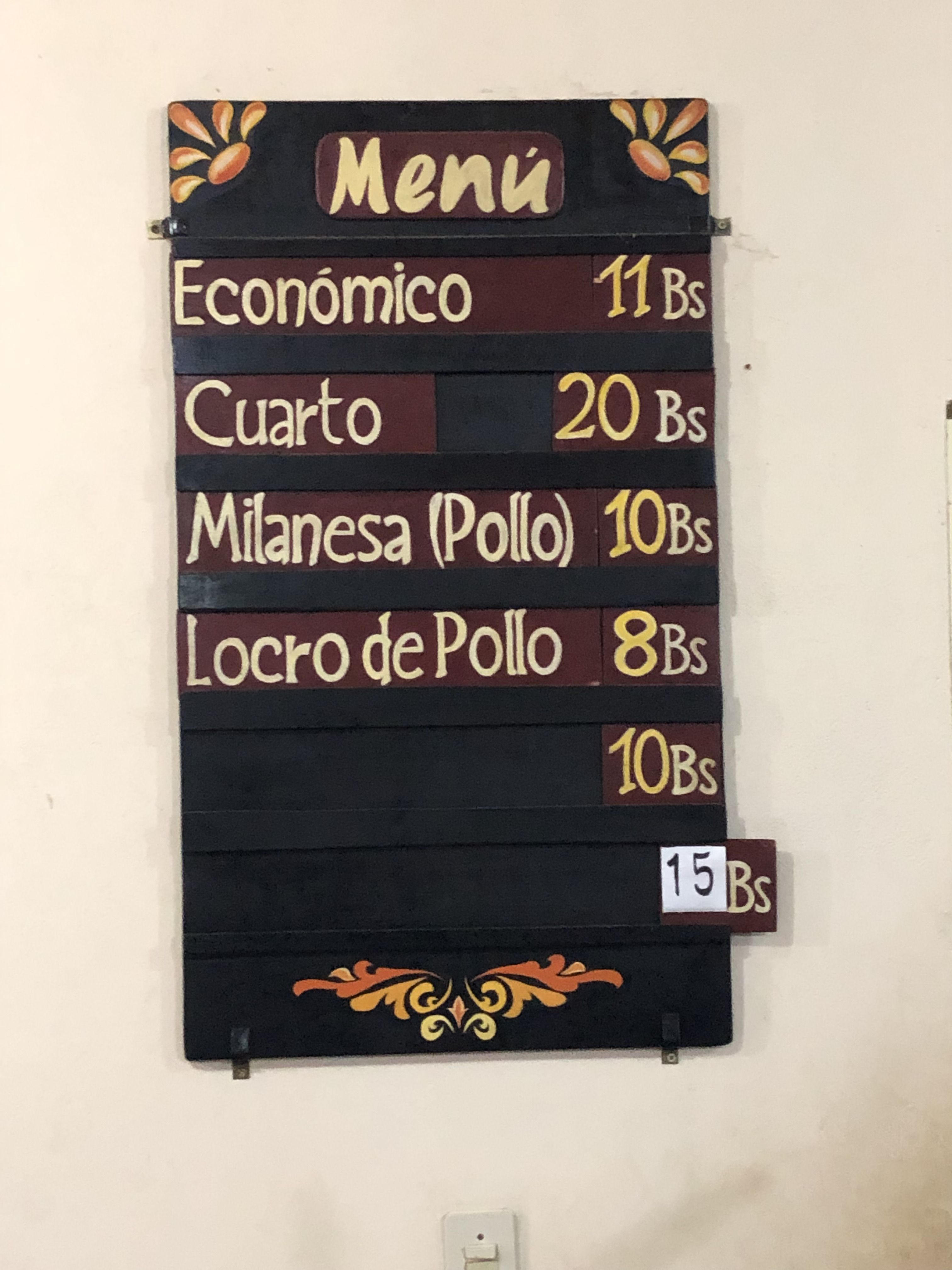
Menu em restaurante típico boliviano de baixo custo: Económico, Cuarto, Pollo de Milanesa e Locro de Pollo

### Café da manhã (desayuno)
Embora um café da manhã boliviano possa ser muito rico, a maioria dos bolivianos começa o dia simplesmente com um café preto delicioso e escuro (café tinto) e um pedaço de pão.

### Almoço (almuerzo)
Almuerzo é a refeição mais importante da jornada boliviana, tanto que o dia-a-dia tende a girar em torno dela. Os almoços longos são tradicionais em todo o país, por isso os negócios e lojas fecham frequentemente entre as 12 e as 15 horas, para que os trabalhadores tenham tempo de regressar a casa para almoçar. Um almoço típico boliviano consistia em vários pratos, incluindo uma sopa, um prato principal de carne, arroz e batatas, depois uma sobremesa e café. O almoço é demorado e tradicionalmente seguido por uma soneca, a tão citada sesta .

### Chá (té)
Os bolivianos fazem uma pausa para o chá da tarde, como na Inglaterra. Normalmente, os intervalos para o chá acontecem por volta das 16h e 17h nos salones de té (casas de chá). Essas casas de chá costumam funcionar também como padarias, para que o chá e os doces sejam apreciados juntos. As xícaras de chá preto costumam acompanhar biscoitos como galletas Maria ou humitas mais tradicionais. Frequentemente, os bolivianos bebem coca ou erva-mate no lugar do chá preto mais comum.

### Jantar (cena)
O jantar é um evento mais leve e muito mais informal do que o almoço, que geralmente acontece às 20h ou mais tarde.